# Amadeo Nuccetelli
Amadeo José Nuccetelli (Leones, provincia de Córdoba, Argentina, 9 de julio de 1930 - Córdoba, provincia de Córdoba, Argentina, 28 de enero de 2007) era un empresario, dedicado a los negocios inmobiliarios, la venta de automotores y la organización de rifas, destacado por ser ejercer la 45.ª presidencia del Club Atlético Talleres, siendo el 39.º presidente a cargo de la institución. En la mañana del 28 de enero de 2007, falleció luego de una larga enfermedad en el Hospital Clínicas de Córdoba acompañado por su esposa y sus hijos, y fue despedido por una gran cantidad de hinchas de Talleres.

## Talleres
Nuccetelli estuvo al frente de la entidad de barrio Jardín entre 1973 y 1987. Fue el período presidencial más extenso en la historia de la "T", y uno de los más fructíferos en cuanto a logros deportivos. En los 14 años que duró la presidencia del "Pelado", Talleres obtuvo 12 títulos locales y un campeonato regional, y alcanzó sus más destacadas participaciones en los torneos nacionales, siendo su mejor campaña el subcampeonato de 1977. Esas exitosas actuaciones, y la cintura política del propio Nuccetelli, le permitieron a la institución albiazul ser incorporada en el elenco estable de los campeonatos de la AFA, a través de la resolución 1.309.

### Épocas doradas del club
Sin dudas, Talleres tuvo sus mejores momentos en la década del 70, lo que no es casual estando al mando de don Amadeo Nuccetelli. En 1973 tomó su cargo en Talleres, quien sumaba tres años sin títulos en Córdoba y cuatro sin poder intervenir en los campeonatos Nacionales, aunque ya había debutado en el Metropolitano del 80; y en sólo 12 meses, lo potenció de manera espectacular: edificó un Talleres que no tuvo rivales en el ámbito local y que comenzó a disputar la hegemonía de los grandes de AFA. 

### Giras importantes con Talleres
De la mano del "pelado", los albiazules conocieron el mundo, ya que realizaron varias giras internacionales por casi todos los continentes; por América (yendo a Paraguay, Bolivia, Guatemala, Ecuador, Perú, El Salvador, México), también viajaron a Europa (yendo a España, y Grecia) en Asia anduvieron por Turquía, y también fueron a África en donde jugaron, y le ganaron, al Imana de Zaire. 

### Obras en el club
- Finalización del codo noroeste de la Boutique iniciado en la presidencia de Abraham Litvak y construcción total del codo suroeste.
- Refacción y reposición de sanitarios en plateas y construcción de nuevos baños en las tribunas populares.
- Refacción de vestuarios.
- Remodelación total de consultorios médicos.
- Boleterías (no existían, se utilizaban sectores debajo de las populares).
- Refacción del campo de juego.
- Saldo de deuda de la ex subsede de calle Richieri y refacciones.
- Construcción del Gimnasio Juan Pelatto y de una cancha de Básquet.
- Compra del terreno de Avenida Circunvalación, donde sería construido el predio del club.
- Compra sede social ubicada en la calle Rosario de Santa Fe y subsuelo de la misma.
- Construcción de Gimnasio Cubierto en La Boutique.

## Homenajes
Amadeo tiene un libro escrito en su honor ("Amadeo, los cielos abiertos"), hecho por el periodista Javier Flores, quien trabaja en el diario La Voz del Interior. La elección de los testimonios es de la viuda de Amadeo, Gladis. Y el productor es Omar Verzellini. El libro presentado en 2013, es de 300 páginas a color, de tapa dura y de colección, y reúne entre otros, los testimonios de jugadores y entrenadores como son César Menotti, Alfio Basile, Daniel Willington y Luis Galván, políticos reconocidos hinchas de la "T" y periodistas del ámbito nacional. Además, muestra una amplia gama de fotos inéditas de Amadeo y recortes periodísticos de aquella época histórica de Talleres.

## Palmarés
Con Talleres, Nuccetelli ganó:
- Liga Cordobesa de Fútbol (5): 1974, 1975, 1976, 1977 y 1978
- Copa Hermandad (1): 1977